# Paul Lawson
Paul Lawson (Aberdeen, 15 maggio 1984) è un ex calciatore scozzese, di ruolo centrocampista.

## Caratteristiche tecniche
Mediano, talvolta può ricoprire il ruolo di interno di centrocampo.

## Carriera

### Club
Cresciuto nel Celtic, grazie a tre presenze, anch'egli si laurea campione di Scozia nel 2006 (nello stesso anno la squadra vince anche la coppa di Lega scozzese). Trasferitosi in terza divisione, al Ross County, Lawson contribuisce alla scalata della società fino ai massimi vertici del calcio scozzese: in sei stagioni porta a casa un campionato di terza divisione (2008), una Challenge Cup (2011) e un campionato di seconda divisione (2012), raggiungendo anche la finale della Scottish Cup 2009-2010, poi persa contro il Dundee Utd per 3-0. Nel 2013 si accasa al Motherwell.
Durante la sua carriera ha vinto 5 titoli nazionali diversi, nonché i primi tre campionati del calcio scozzese.

### Nazionale
Ha giocato nella nazionale scozzese Under-21.

## Palmarès

### Club

#### Competizioni nazionali
- Campionato scozzese: 1

Celtic: 2005-2006
- Scottish League Cup: 1

Celtic: 2005-2006
- Scottish League One: 1

Ross County: 2007-2008
- Scottish Challenge Cup: 1

Ross County: 2010-2011
- Scottish Championship: 1

Ross County: 2011-2012